# Hydractinia rubricata
Hydractinia rubricata är en nässeldjursart som beskrevs av Peter Schuchert 1996. Hydractinia rubricata ingår i släktet Hydractinia och familjen Hydractiniidae. Inga underarter finns listade i Catalogue of Life.